# Pardosa masareyi
Pardosa masareyi este o specie de păianjeni din genul Pardosa, familia Lycosidae, descrisă de Mello-leitão, 1939.
Este endemică în Ecuador. Conform Catalogue of Life specia Pardosa masareyi nu are subspecii cunoscute.